# توماس ام. کانلی
توماس ام. کانلی (انگلیسی: Thomas M. Connelly؛ زادهٔ ژوئن ۱۹۵۲) یک مهندس شیمی اهل ایالات متحده آمریکا است.